# Erastria coloraria
Erastria coloraria là một loài bướm đêm trong họ Geometridae.